# Інцидент Мішіми

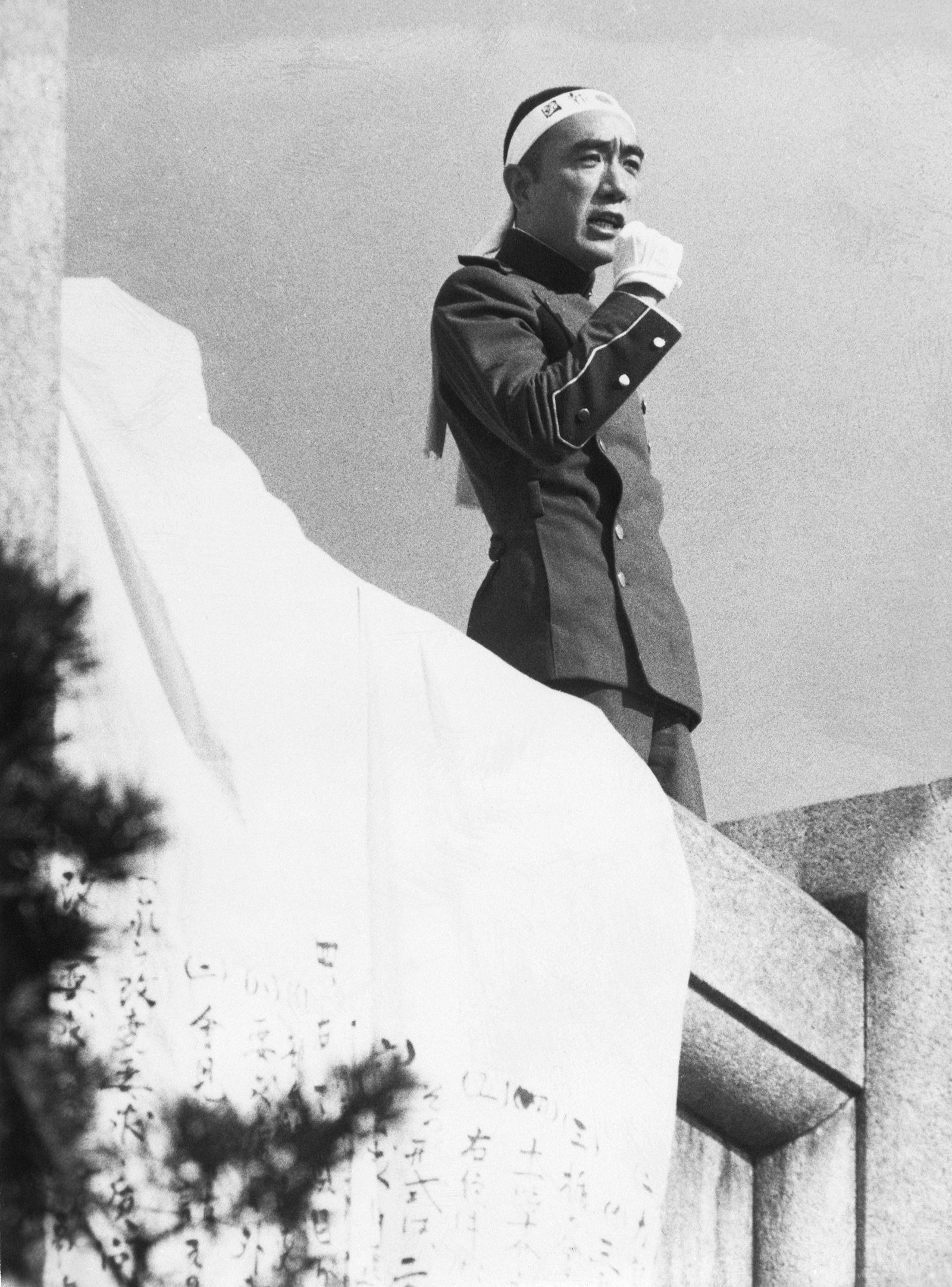
Місіма виголошує промову з балкона штабу Східної дивізії

Інцидент Мішіми — інцидент, під час якого письменник Юкіо Мішіма покінчив життя самогубством 25 листопада 1970 року після заклику до державного перевороту проти Сил самооборони з метою внесення змін до Конституції. В інциденті також брали участь члени Татенокай, капітаном якої був Місіма, тому його також називають «Інцидент Татенокай» (たての会事件) за назвою цієї організації.
Інцидент не лише сколихнув японське суспільство, але й став сенсацією за межами Японії, де одностайно висловлювали здивування з приводу незвичного вчинку автора з міжнародною репутацією.

## Огляд
25 листопада 1970 року Юкіо Мішіма у супроводі чотирьох членів своєї приватної військової організації Танетокай прийшов до штаб-квартири Східного регіонального управління ССО на зустріч з начальником. Під час розмови Мішіма показав начальнику свій японський меч і запропонував йому уважно його розглянути. Після невеликої розмови, в тому числі про те, чи не буде у нього проблем з законом через володіння такою зброєю, Мішіма підняв меч і поклав його в піхви, подавши сигнал до початку операції, його напарники зачинили двері кабінету і зв'язавши начальника. Думаючи, що Мішіма та його люди жартують, губернатор крикнув у відповідь: «Не робіть цього», але побачивши серйозний вираз обличчя Мішіми, зрозумів, що вони не жартують. Члени Танетокай заблокували всі входи й виходи, звели барикаду і передали свої вимоги співробітникам, які зрозуміли, що відбувається, і спробували увійти до кабінету губернатора. Вимоги Мішими полягали в тому, щоб йому дозволили виступити перед військами протягом приблизно двох годин, з 11:30 до 13:10, і що якщо протягом цих двох годин буде будь-яка форма перерви, він негайно вб'є губернатора і покінчить життя самогубством. Генеральний штаб прийняв вимоги Мішіми й передав по радіо оголошення для особового складу ССО, який перебував на службі, зібратися перед головним входом в будівлю. Тим часом столичне управління поліції, яке було поінформоване про інцидент, наказало затримати Мішіму і всю його поплічників, і коли Мішіма стояв на трибуні, його оточили сирени поліцейських машин, шум репортерів і співробітників ЗМІ, а також механічні звуки гелікоптерів. Згодом з'явився Мішіма, в пов'язці з написом «Бюро семи святих» на лобі. Стоячи на балконі, він виголошує промову, яка звучить приблизно так
|  | «Ви — воїни. Навіщо самураю захищати конституцію, яка його заперечує, навіщо служити конституції, яка його заперечує, навіщо підкорятися конституції, яка його заперечує? Поки існує конституція, самураї ніколи не будуть врятовані». |

Іншими словами, за мирної конституції ССО були б нічим іншим, як збройними силами Сполучених Штатів, тому він закликав ССО оголосити страйк, скасувати конституцію, яка їх «заперечує», і відродитися як національна армія. Однак Мішіма не отримав нічого, окрім холодного освистування і насмішок, і відповів: «Тепер я повністю розумію, що ви не підніметеся, щоб переглянути Конституцію. З цим мої мрії про ССО розвіялися. Я буду співати "Хай живе Імператор" звідси», а потім у супроводі свого підлеглого Моріти повернувся до офісу Генерального інспектора о 12:10.
Повернувшись до свого кабінету, Мішіма пробурмотів собі під ніс: «Ми проговорили лише близько двадцяти хвилин, і я навіть не чув цього». Він сказав губернатору: «Я не маю особистої образи на губернатора; у мене не було іншого вибору, окрім як віддячити імператору», і почав розстібати свій мундир.
Ставши в позу на червоній доріжці приблизно в трьох метрах від генерал-губернатора, Мішіма підняв кинджал і розрізав собі живіт. Його підлеглий Моріта наслідував його приклад і вчинив самогубство.